# 아이카츠 플래닛!
아이카츠 플래닛!(일본어: アイカツプラネット!)는 일본의 반다이 남코 게임즈에서 판매하는 여아용 데이터 카드다스 아케이드 게임과 이를 바탕으로 하는 애니메이션/드라마 작품이다.

캐치 프레이즈는 "되고 싶은 나에게 미러 인☆"(일본어: なりたい私へ, ミラーイン☆), "아이돌은 스윙 승부!"(일본어: アイドルはスイング勝負!)

## 개요
2020년 8월 10일에 발표된 아이카츠!의 신 시리즈이며 통산 5번째 작품에 해당한다.
"아이카츠 플래닛!"이라고 불리는 가상 세계의 "아바타"가 된 플레이어가 드레스의 요정 "드레시아"와 함께 여러 라이벌들과의 배틀을 통해 랭킹을 올려 톱 아이돌을 목표로 해나가는 내용이다.
2020년 3월 시점의 발표에서는 데이터 카드다스와 TV 시리즈도 2020년 가을 경에 시작을 예정하고 있었으나, 1월에 발생한 코로나바이러스감염증-19의 세계적 유행과 일본 내 감염 확대에 따른 긴급사태 선언 등을 이유로 개발이 지연되었다.
이후 같은 해 8월 10일에 개최된 "반다이x반다이 남코 픽쳐스 페스티벌"에서 정식 타이틀이 공개되었고 11월에 키 비주얼이 발표되었으며 12월 10일부터 아케이드 게임기의 가동이 시작되었다.
전작 "아이카츠 온 퍼레이드!"까지 사용되었던 사양이나 내용이 크게 변경되었다.

## 등장인물

### 1대&2대하나/라이벌
히나타 메이사/로즈(일본어: 陽 明咲, ひなた めいさ/ローズ) - 전1대하나
성우・배우 - 우노 나루미(1998년3월 19일)-STARRY PLANET☆최연장자및서브리더, 소속사:stardust
오토하 마오/하나(일본어: 音羽 舞桜, おとは まお/ハナ) - 현재2대하나/라이벌은큐피트
성우・배우 - 다테 카아야(2005년3월 21일)-STARRY PLANET☆최연소, 소속사:stardust
츠키시로 아유미/큐피트(일본어: 月城 愛弓, つきしろ あゆみ/キューピット) - 라이벌은하나
성우・배우 - 미즈키(1997년2월 27일)-STARRY PLANET☆최연장자및서브리더, 소속사:stardust

### 2대하나&조력자
오토하 마오/하나(일본어: 音羽 舞桜, おとは まお/ハナ) - 현재2대하나/라이벌은큐피드
성우・배우 - 다테 카아야(2005년3월 21일)-STARRY PLANET☆최연소, 소속사:stardust
우메코지 쿄코/비트(일본어: 梅小路 響子, うめこうじ きょうこ/ビート)
성우・배우 - 나가오 시즈네(1995년8월 17일)-STARRY PLANET☆최연장자및리더, 소속사:stardust
히나타 메이사/로즈(일본어: 陽 明咲, ひなた めいさ/ローズ) - 전1대하나
성우・배우 - 우노 나루미(1998년3월 19일)-STARRY PLANET☆최연장자및서브리더, 소속사:stardust
이토이 사라/사라(일본어: 糸井 紗良, いとい さら/サラ)
성우・배우 - 우노 루리카(2000년6월 1일)-STARRY PLANET☆최연소, 소속사:stardust
타마키 루리/루리(일본어: 珠樹 るり, たまき るり/ルリ)-MELTYHOUSE라는브랜드를설립했다
성우・배우 - 오구라 리오(2001년11월 4일)-STARRY PLANET☆최연소, 소속사:stardust
모토야 시오리/시오리(일본어: 本谷 栞, もとや しおり/シオリ)
성우・배우 - 와타나베 리온(2002년9월 13일)-STARRY PLANET☆최연소, 소속사:stardust

### 큐피트의 조력자
츠키시로 아유미/큐피트(일본어: 月城 愛弓, つきしろ あゆみ/キューピット) - 라이벌은하나
성우・배우 - 미즈키(1997년2월 27일)-STARRY PLANET☆최연장자및서브리더, 소속사:stardust
쿠리무 안/안(일본어: 栗六 杏, くりむ あん/アン)
성우・배우 - 에이미(2006년10월 21일)-STARRY PLANET☆최연소, 소속사:stardust

### 오프닝 테마
오토하 마오/하나(일본어: 音羽 舞桜, おとは まお/ハナ) - 현재 2대 하나/라이벌은큐피드
성우・배우 - 다테 카아야(2005년3월 21일)-STARRY PLANET☆최연소, 소속사:stardust
우메코지 쿄코/비트(일본어: 梅小路 響子, うめこうじ きょうこ/ビート)
성우・배우 - 나가오 시즈네(1995년8월 17일)-STARRY PLANET☆최연장자및리더, 소속사:stardust
타마키 루리/루리(일본어: 珠樹 るり, たまき るり/ルリ)-MELTYHOUSE라는브랜드를설립했다
성우・배우 - 오구라 리오(2001년11월 4일)-STARRY PLANET☆최연소, 소속사:stardust
모토야 시오리/시오리(일본어: 本谷 栞, もとや しおり/シオリ)
성우・배우 - 와타나베 리온(2002년9월 13일)-STARRY PLANET☆최연소, 소속사:stardust

### 매니저/디자이너
와타누키 이즈미(일본어: 綿貫 いずみ)
성우・배우 - 아키모토 사야카
세가와 이츠키(일본어: 瀬川 樹)
성우・배우 - 츠치야 신바
이토이 사라/사라(일본어: 糸井 紗良, いとい さら/サラ)
성우・배우 - 우노 루리카(2000년6월 1일)-STARRY PLANET☆최연소, 소속사:stardust
타마키 루리/루리(일본어: 珠樹 るり, たまき るり/ルリ)-MELTYHOUSE라는브랜드를설립했다
성우・배우 - 오구라 리오(2001년11월 4일)-STARRY PLANET☆최연소, 소속사:stardust

### 드레시아
오로라페가수스(일본어: オーロラペガサス)
성우 - 사이가 미츠키
스마트구미호(일본어: スマートキュウビ)
성우 - 타도코로 아츠사
브라이트사파이어(일본어: ブライトサファイア)
성우 - 모로호시 스미레
글로시루비(일본어: グロッシールビー)
성우 - 시모지 시노
러브사지타리우스(일본어: ラブサジタリウス)
성우 - 시라이시 료코
노블레오(일본어: ノーブルレオ)
성우 - 호리에 슌
블러디록(일본어: ブラッディロック)
성우 - 마츠나가 아카네
힙합브레이크(일본어: ヒップホップブレイク)
성우 - 아이라 린

### 기타
키리하타 케이토(일본어: 桐畠 敬斗)
성우・배우 - 이리에 카이토
쿠로사키 쇼우(일본어: 黒崎 翔)
성우・배우 - 야마시타 마사토
도우바 료우카(일본어: 堂場 涼香)
성우・배우 - 하나오카 스미레
오토하카나데(일본어: 音羽 奏)
성우・배우 - 오오에슌스케

## 설정・용어
- 스윙
- 아바타
- 드레시아
  - 페어리
  - 쥬얼
  - 호로스코프
  - 뮤직
  - 스토리
  - 스위트
  - 플라워
  - 코스메
  - 멜티 하우스
- 스타트 드레스
- 아이돌 라이센스
- 미러 인☆

## TV 애니메이션・드라마
2021년 1월 10일부터 6월 27일까지 TV 도쿄 계열에서 아침 7시에 방영 중이다. 전편 애니메이션이었던 전작과 달리, 실사 드라마와 애니메이션을 결합한 작품이 된다. TV 드라마로는 시리즈 최초이다.

### 줄거리
사립 세레 고등학교에 다니는 지극히 평범한 고등학생 오토하 마오는 어느날 갑자기 모습을 감춘 히나타 메이사를 대신해서 누구나 아이돌이 될 수 있는 세계 "아이카츠 플래닛!"의 톱 아이돌 하나로서 아이돌 활동을 하게 된다.

하나가 된 마오는 드레스의 요정 드레시아가 깃든 카드 스윙을 사용하여, 라이벌들과 배틀 스테이지를 펼쳐 실력을 갈고 닦아 가면서 진정한 톱 아이돌을 목표로 한다.

### 제작진
- 기획・원작・제작 - BN Pictures[2]
- 원안 - 반다이[2]
- 총 감독・감독 - 키무라 류이치[2]
- 시리즈 구성 - 치바 미스즈[2]
- 캐릭터 디자인 - 미야타니 리사[2]
- 실사 제작 - 토호쿠 신샤[2]
- 애니메이션・아트 디렉터 - 타지리 켄이지[2]
- 색채 설계 - 오오츠카 마스미[2]
- 애니메이션 촬영 감독 - 오오가미 요이치[2]
- 편집 - 니이 카즈히로[2]
- 음향 감독 - 키쿠타 히로미[2]
- 음악 - 와타나베 체루, 오노 타카미츠, 츠다 케이[2]
- 음악 프로듀서 - 스즈키 유키[2]
- 음악 제작 - 선라이즈 뮤직, 란티스[2]
- 프로듀서 - 키무라 다이, 후쿠다 코헤이, 이지리 슌스케[2]
- 실사 제작 프로듀서 - 다테 타케시, 쿠보타 유미, 코바시 히데유키[2]
- 실사 제작 - 토호쿠 신샤[2]
- 제작 - TV 도쿄, 덴츠, BN Pictures[2]

### 주제가
Bloomy＊스마일(일본어: Bloomy＊スマイル) (오프닝 테마)
작사 - 이소가이 요시에
작곡 - 오노 타카미츠
편곡 - 타마키 치히로
노래 - 마오・쿄코・루리・시오리 from STARRY PLANET☆
반짝☆파티♪타임(일본어: キラリ☆パーティ♪タイム) (엔딩 테마)
작사 - PA-NON
작곡・편곡 - 쇼다 게게게 (SOUND-SCRAMBLE)
노래 - STARRY PLANET☆

### 삽입곡
HAPPY∞아이카츠!(일본어: HAPPY∞アイカツ!)
작사 - 이소가이 요시에
작곡 - 오노 타카미츠
편곡 - 타마키 치히로
1화에서 사용.

### 방영 목록
| 화수 | 제목                                        | 각본                   | 실사 디렉터                  | 애니메이션 스토리 보드   | 애니메이션 디렉터           | 작화감독                    | 방송일    |
| --- | ------------------------------------------- | ---------------------- | ---------------------------- | ------------------------ | --------------------------- | --------------------------- | --------- |
| 제1화 | アイドルは突然に 아이돌은 갑자기            | 치바 미스즈 (千葉美鈴) | 아사쿠라 카요코 (朝倉加葉子) | 키무라 류이치 (木村隆一) | 야마지 미츠토 (山地光人)    | 미야타니 리사 (宮谷里沙)    | 2021.1.10 |
| 오토하 마오는 사립 세레 고등학교에 다니는 발레가 특기인 고등학교 1학년생. 어느 날 갑자기 아이카츠 플래닛에서 활약하는 모두의 동경의 대상인 톱 아이돌 하나가 되어달라는 부탁을 받게 된다. 아름다운 드레시아 '오로라 페가수스'의 힘을 빌려, 한 소녀의 새로운 아이카츠!가 지금 시작된다!! |                                             |                        |                              |                          |                             |                             |           |
| 제2화 | なんてったってアイドル☆ 누가 뭐래도 아이돌☆ | 치바 미스즈            | 아사쿠라 카요코              | 야마모토 메구미 (山本恵) | 야마모토 메구미 (山本恵)    | 미츠하시 타에코 (三橋妙子)  | 2020.1.17 |
| 모두에게 비밀로 하고 하나로서 계속 활동하게 된 마오의 첫 일은 패션잡지 촬영! 포즈를 잡는 것에 고전하는 마오는 동급생이자 모델이며 아이카츠 플래닛!에서는 루리라는 아이돌로 활동하고 있는 타마키 루리에게 조언을 구한다. 하지만, 하나로 활동하고 있다는 사실은 루리에게도 비밀로...     |                                             |                        |                              |                          |                             |                             |           |
| 제3화 | ドレスに胸キュン♡ 드레스에 심쿵♡            | 치바 미스즈            | 아사쿠라 카요코              | 후지이 코쇼 (藤井 康晶)  | 쿠라토미 코헤이 (倉富 康平) | 오가와 크리스 (小川 玖理周) | 2020.1.24 |
| 새로운 드레스를 만들게 되어 디자인을 고민하는 오토하 마오. 아이디어를 찾는 루리 일행과 쇼핑에 가서 다양한 옷을 시험해 보는 도중에 무언가를 눈치채게 되는데…? 그리고 완성된 스윙을 손에 들고 드레시아의 숲으로 향한 마오는 조금 솔직하지 못한 스마트 구미호와 만난다.                   |                                             |                        |                              |                          |                             |                             |           |

### CD
| 제목 | 발매일    | 규격 번호  |
| --- | --------- | ---------- |
| Bloomy＊スマイル/キラリ☆パーティ♪タイム Bloomy＊스마일/반짝☆파티♪타임                                      | 2021.2.24 | LACM-24079 |
| TV番組『アイカツプラネット！』挿入歌シングル１「Shiny Morning」 TV 프로그램 "아이카츠 플래닛" 삽입곡 싱글1 | 2021.3.24 | LACM-24092 |

| TV 도쿄 계열 일요일 7:00 - 7:30                             | TV 도쿄 계열 일요일 7:00 - 7:30               | TV 도쿄 계열 일요일 7:00 - 7:30                               |
| 이전 작품                                                   | 작품명                                        | 다음 작품                                                     |
| ----------------------------------------------------------- | --------------------------------------------- | ------------------------------------------------------------- |
| 아이카츠! 베스트 셀렉션 (2020년 10월 18일 ~ 2021년 1월 3일) | 아이카츠 플래닛! (2021년 1월 10일 ~ 6월 27일) | 보루토: 나루토 넥스트 제너레이션즈 (2021년 7월 4일 ~ ) 재방송 |

## 극장판
극장판 아이카츠 플래닛!(일본어: 劇場版アイカツプラネット!)는 아이카츠! 10주년 기념작으로 2022년 7월 15일에 개봉된 아이카츠 플래닛! 시리즈의 극장판 작품. 캐치 프레이즈는 정말 좋아하는 모두에게 고마워(일본어: 大好きなみんなにありがとう). 동시 상영작은 아이카츠! 10th 스토리 ~미래로의 스타웨이~(일본어: アイカツ！ 10th STORY ～未来へのSTARWAY～).
아이카츠! 시리즈에서는 2016년에 개봉한 "극장판 아이카츠 스타즈!", "아이카츠! ~노려진 마법의 아이카츠! 카드~" 이후 6년 만의 극장판 작품이 된다.